# Cuvintele propoziții în limba maghiară
Cuvintele propoziții sunt considerate, în gramaticile limbii maghiare, acele cuvinte (în afară de verbe) ce se caracterizează prin faptul că pot constitui singure o propoziție neanalizabilă. Cea mai mare parte a acestor cuvinte este inclusă în gramaticile limbii române în clasa interjecțiilor, iar unele dintre ele în cea a adverbelor. Din categoria cuvintelor propoziții fac parte patru clase: interjecția, cuvântul propoziție de interacțiune, cuvântul modalizator și onomatopeea.

## Interjecția
Interjecțiile sunt cuvinte ce redau exprimarea în mod reflex a unor senzații sau afecte. Dintre acestea, multe sunt comune mai multor limbi: óh!, brrr!, au!, eh!, ah!, pfuj! (exprimă scârba), jaj! (exprimă durerea fizică sau psihică, sperietura).

## Cuvântul propoziție de interacțiune
Acest tip de cuvânt propoziție este folosit pentru a interacționa cu destinatarul. În această categorie intră:
– formule de salut: helló, csaó „ciao”, pá, agyő „adio”, szervusz „salut, bună” ;
– cuvinte afirmative: igen „da”, ühüm „îhî”, persze „sigur”, dehogynem „cum să nu” ;
– cuvinte negative: nem „nu”, dehogy(is) „da de unde” ;
– cuvinte injonctive: cicc! „pis!”, sicc „zât!”, hé! „hei!”, rajta! „hai!”, csitt! „pst!”, nesze! „na!” (însoțește înmânarea unui obiect).
De regulă, cuvintele propoziții sunt invariabile, cu excepția cuvintelor de interacțiune szervusz și nesze, care au și formă pentru adresarea la mai multe persoane, cu desinența de persoana a doua plural a verbelor: szervusztok, respectiv nesztek.

## Cuvântul modalizator
Pentru limba maghiară, această parte de vorbire, care nu este luată în seamă de gramaticile tradiționale ale limbii române, fiind inclusă în categoria adverbelor, a fost individualizată pentru prima oară de către Ilona H. Molnár. Majoritatea cuvintelor modalizatoare s-au format din adverbe derivate din adjective sau substantive dar, spre deosebire de adverbe, cuvântul modalizator nu exprimă o circumstanță obiectivă, nu se află în raport sintactic cu nicio parte de propoziție, ci caracterizează atitudinea vorbitorului față de conținutul întregului enunț în care este folosit. Asemenea cuvinte sunt: talán „poate”, valószínőleg „probabil”, esetleg „eventual”, állítólag „zice-se” etc..
Cuvântul modalizator se poate distinge de adverb după mai multe criterii, dintre care cele mai importante sunt următoarele:
- Adverbul răspunde la întrebarea specifică pentru tipul de complement pe care îl exprimă, pe când cuvântul modalizator nu răspunde la o asemenea întrebare: A férfi természetesen halt meg „Bărbatul a murit de moarte naturală” vs. A kocsi elgázolta a férfit, aki természetesen meghalt „Mașina l-a călcat pe bărbat care, firește, a murit” Természetesen din primul exemplu răspunde la întrebarea Hogyan? „Cum?”, fiind complement circumstanțial de mod, dar în al doilea exemplu este cuvânt modalizator care exprimă faptul că vorbitorul consideră normal că bărbatul a murit în împrejurarea dată.

- Adverbul nu poate răspunde la o întrebare totală în care nu este prezent, dar cuvântul modalizator poate răspunde la o asemenea întrebare. Dată fiind, de exemplu, afirmația Géza ügyesen találta el a célt „Géza a nimerit cu istețime ținta”, se poate pune întrebarea Géza eltalálta a célt? „Géza a nimerit ținta?”, la care nu se poate răspunde Ügyesen „Cu istețime”. Dacă însă afirmația este Géza biztosan eltalálta a célt „Cu siguranță, Géza a nimerit ținta”, la întrebarea Géza eltalálta a célt? se poate răspunde Biztosan „Cu siguranță”, care exprimă o probabilitate puternică (Nu l-am văzut pe Géza nimerind ținta, dar cunoscându-i capacitățile, sunt aproape sigur că a nimerit-o.)

- Cuvântul modalizator poate constitui și singur o propoziție neanalizabilă, ceea ce este frecvent în dialoguri. Poate fi răspuns la o întrebare totală (– Géza eltalálta a célt? – Biztosan), replică afirmativă (– Sikerült felkeltenem a hallgatóság érdeklődését. – Valóban „– Am reușit să trezesc interesul publicului. – Într-adevăr”) sau replică interogativă: – Sikerült felkeltenem a hallgatóság érdeklődését. – Komolyan? „– Am reușit să trezesc interesul publicului. – Serios?”

- Adverbul poate fi cuvântul accentuat cel mai puternic din propoziție, pe când cuvântul modalizator nu poate fi. În A férfi természetesen halt meg „Bărbatul a murit de moarte naturală”, adverbul este accentuat cel mai puternic, ceea ce provoacă și trecerea prefixului verbal meg în urma predicatului. În A kocsi elgázolta a férfit, aki természetesen meghalt „Mașina l-a călcat pe bărbat care, firește, a murit”, accentul cel mai puternic din propoziție cade pe predicat. O excepție o constituie cuvintele modalizatoare cu înțeles negativ, care pot purta accentul principal: aligha „puțin probabil”, dehogy(is) „nicidecum”, korántsem „nici pe departe”.

- Spre deosebire de adverb, cuvântul modalizator poate fi eliminat fără să afecteze structura sintactică și prozodică a propoziției. Suprimarea sa schimbă înțelesul propoziției numai din punctul de vedere al atitudinii vorbitorului.

- Cuvântul modalizator prezintă asemănări cu particula, în primul rând prin faptul că nu are funcție sintactică, dar se deosebește de aceasta prin faptul că poate constitui singur o propoziție neanalizabilă.

Cuvintele modalizatoare exprimă în principal:
- evidența, cu indicarea sursei acesteia: szemlátomást „vede-se că”, állítólag „zice-se că”, látszólag „după cum se vede”, valóban „într-adevăr” ;

- evidența și/sau modalitatea epistemică subiectivă, prin care se califică afirmația ca posibilă sau necesară, pe baza experienței, a cunoștințelor ori a presupunerii vorbitorului: biztosan (sinonim bizonyára) „cu siguranță, desigur”, kétségtelenül „fără îndoială”, feltehetőleg „probabil”, valószínűleg „în mod verosimil”, nyilvánvalóan „evident”, természetesen „firește” ;

- dorința vorbitorului: remélhetőleg „se poate spera că”, lehetőleg „pe cât posibil” ;

- atitudinea afectivă a vorbitorului față de conținutul propoziției: szerencsére „din fericire”, sajnálatosan „din păcate”.

## Onomatopeea
Onomatopeele sunt cuvinte ce redau:
- zgomote: bumm (explozie), puff (sunetul unui obiect relativ moale căzut pe jos), kipp-kopp „cioc-cioc”;
- glasul unor animale: miau, kikirikí (glasul cocoșului tânăr), nyihaha (nechezatul calului);
- reflexe fiziologice: hapci (strănut), hukk (sughiț).